# Bill Brack
William "Bill" Brack, född 26 december 1935 i Toronto, är en  kanadadensisk halvprofessionell racerförare.

## Racingkarriär
Brack deltog tre gånger i Kanadas Grand Prix i slutet av 1960-talet och början av 1970-talet. Han tvingades dock bryta i samtliga. Senare tävlade han med framgång i Formel Atlantic men försvann från racingen 1977.

## F1-karriär
| Säsong | Stall/Tillverkare | Poäng | Placering |
| ------ | ----------------- | ----- | --------- |
| 1968   | Lotus-Ford        | 0     | –         |
| 1969   | BRM               | 0     | –         |
| 1972   | BRM               | 0     | –         |